# Danielle Harris
Danielle Andrea Harris (Oyster Bay, 1º giugno 1977) è un'attrice e doppiatrice statunitense.

## Biografia
Nota per i ruoli da regina dell'urlo in diversi film horror, quattro dei quali nella celebre serie di Halloween: Halloween 4 - Il ritorno di Michael Myers, dove interpreta Jamie Lloyd figlia di Laurie Strode data in affidamento alla famiglia Carruthers, Halloween 5 - La vendetta di Michael Myers, nella medesima parte, e i remake Halloween - The Beginning e Halloween II nel ruolo di Annie Brackett. Harris ha anche partecipato alle serie La famiglia della giungla nel ruolo di Debbie Thornberry (1998–2004) e nella serie televisiva della CBS Così è la vita come Plum Wilkinson (2000–02).
Nel 1989 partecipa allo spot pubblicitario della Operation Board Game.
A partire dal 1998, Harris è stata tra i protagonisti della serie animata per bambini di Nickelodeon La famiglia della giungla (The Wild Thornberrys), scelta per doppiare Debbie Thornberry, la sorella di una ragazza che sa parlare con gli animali. La protagonista, Eliza, viaggia per il mondo con la sua famiglia e usa la sua abilità speciale per aiutare gli animali.

## Vita privata
Di famiglia ebraica, è nata a Plainview, nello stato di New York ma cresciuta nel Queens, insieme alla madre single Fran e alla sorella, Ashley. Nel 2013 Danielle si è fidanzata con David Gross, si sono sposati il 4 gennaio 2014 e hanno avuto un figlio maschio nel 2017. In un'intervista del settembre 2013, Harris ha detto che avrebbe preso una pausa dalla recitazione per concentrarsi in regia e di avere una famiglia.

### Stalking
Nel 1995 viene perseguitata da un fan, Christopher Small, che le scrive lettere in cui minaccia di ucciderla. Questi viene successivamente arrestato dopo aver portato una pistola e un orsacchiotto a casa sua. Il 29 gennaio 2007, Harris appare in una puntata del Dr. Phil Show dove racconta la sua esperienza. Nell'ottobre del 2009 a Harris viene concesso un ordine restrittivo contro Small, il quale aveva iniziato a tempestarla di messaggi su Twitter. L'ordine restrittivo è scaduto nel 2012.

## Filmografia

### Attrice

#### Cinema
- Halloween 4 - Il ritorno di Michael Myers (Halloween 4: The Return of Michael Myers), regia di Dwight H. Little (1988)
- Halloween 5 - La vendetta di Michael Myers (Halloween 5: The Revenge of Michael Myers), regia di Dominique Othenin-Girard (1989)
- Programmato per uccidere (Marked for Death), regia di Dwight H. Little (1990)
- Scappo dalla città - La vita, l'amore e le vacche (City Slickers), regia di Ron Underwood (1991)
- ...Non dite a mamma che la babysitter è morta! (Don't Tell Mom the Babysitter's Dead), regia di Stephen Herek (1991)
- L'ultimo boy scout (The Last Boy Scout), regia di Tony Scott (1991)
- Free Willy - Un amico da salvare (Free Willy), regia di Simon Wincer (1993)
- Shattered Image, regia di R.J. Williams (1996)
- Halloween 6 - La maledizione di Michael Myers: Producer's Cut (Halloween: The Curse of Michael Myers), regia di Joe Chappelle (1996) – cameo
- Daylight - Trappola nel tunnel (Daylight), regia di Rob Cohen (1996)
- Aiuto sono mia Sorella (Wish upon a star), regia di Blair Treu (1996)
- Urban Legend, regia di Jamie Blanks (1998)
- Dizzyland, regia di Dennis Hackin – cortometraggio (1998)
- Goosed, regia di Aleta Chappelle (1999)
- Poor White Trash, regia di Michael Addis (2000)
- Killer Bud, regia di Karl T. Hirsch (2001)
- Debating Robert Lee, regia di Dan Polier (2004)
- Em & Me, regia di L. James Langlois (2004)
- Race You to the Bottom, regia di Russell Brown (2005)
- Halloween - The Beginning (Halloween), regia di Rob Zombie (2007)
- Left for Dead, regia di Christopher Harrison (2007)
- Prank, regia di Ellie Cornell, Danielle Harris e Heather Langenkamp (2008)
- Burying the Ex, regia di Alan Trezza – cortometraggio (2008)
- Blood Night: The Legend of Mary Hatchet, regia di Frank Sabatella (2009)
- Super Capers: The Origins of Ed and the Missing Bullion, regia di Ray Griggs (2009)
- The Black Waters of Echo's Pond, regia di Gabriel Bologna (2009)
- Halloween II, regia di Rob Zombie (2009)
- Hatchet II, regia di Adam Green (2010)
- Stake Land, regia di Jim Mickle (2010)
- Chromeskull: Laid to Rest 2, regia di Robert Hall (2011)
- Hatchet III, regia di BJ McDonnell (2013)
- See No Evil 2, regia di Jen Soska e Sylvia Soska (2014)
- The Town That Dreaded Sundown - La città che aveva paura (The Town That Dreaded Sundown), regia di Alfonso Gomez-Rejon (2014)
- Camp Cold Brook, regia di Andy Palmer (2018)
- C'era una volta a... Hollywood (Once Upon a Time... in Hollywood), regia di Quentin Tarantino (2019)

#### Televisione
- Una vita da vivere (One Life to Live) – serial TV, 1 puntata (1987)
- Spenser (Spenser: For Hire) – serie TV, episodio 3x07 (1987)
- In Living Color  – serie TV, episodio 3x07 (1991)
- Nightmare - Come in un incubo (Don't Touch My Daughter) – film TV (1991)
- La mente assassina (The Killing Mind) – film TV (1991)
- Gli acchiappamostri (Eerie, Indiana) – serie TV, episodio 1x07 (1991)
- Genitori in blue jeans (Growing Pains) – serie TV, episodio 7x09 (1991)
- 1775 – cortometraggio TV (1992)
- Pappa e ciccia (Roseanne) – serie TV, 7 episodi (1992-1993)
- The Woman Who Loved Elvis – film TV (1993)
- Jack's Place – serie TV, episodio 2x12 (1993)
- Il commissario Scali (The Commish) – serie TV, episodio 3x17 (1994)
- Roseanne: An Unauthorized Biography – film TV (1994)
- Crescere, che fatica! (Boy Meets World) – serie TV, episodio 2x10 (1994)
- Aiuto sono mia sorella (Wish Upon A Star), regia di Blair Treu – film TV (1996)
- Back to Back: American Yakuza 2 (Back to Back) – film TV (1996)
- High Incident – serie TV, episodio 2x20 (1997)
- E.R. - Medici in prima linea (ER) – serie TV, episodi 4x02-4x03 (1997)
- Brooklyn South – serie TV, episodi 1x05-1x13 (1997-1998)
- Un detective in corsia (Diagnosis Murder) – serie TV, episodio 5x19 (1998)
- Streghe (Charmed) – serie TV, episodio 1x07 (1998)
- Hard Time: L'hotel degli ostaggi (Hard Time: Hostage Hotel) – film TV (1999)
- Così è la vita (That's Life) – serie TV, 29 episodi (2000-2002)
- West Wing - Tutti gli uomini del Presidente (The West Wing) – serie TV, episodio 4x01 (2002)
- The Partners – film TV (2003)
- Cold Case - Delitti irrisolti (Cold Case) – serie TV, episodio 2x12 (2005)
- Fear Clinic – serie TV, 5 episodi (2009)
- Psych – serie TV, episodio 5x02 (2010)
- Bones – serie TV, episodio 8x21 (2013)
- Twisted Tales – serie TV, episodio 1x02 (2013)
- The Conners - serie TV (2018)

### Doppiatrice
- The Wild Thornberrys: The Origin of Donnie – film TV (2001)
- La famiglia della giungla (The Wild Thornberrys Movie), regia di Cathy Malkasian e Jeff McGrath (2002)
- Rugrats Go Wild, regia di John Eng e Norton Virgien (2003)
- La famiglia della giungla (The Wild Thornberrys) – serie TV animata, 90 episodi (1998-2004)
- Father of the Pride – serie TV animata, 14 episodi (2004-2005)
- Robot Chicken – serie TV, episodio 8x03 (2015)

## Doppiatrici italiane
Nelle versioni in italiano delle opere in cui ha recitato, Danielle Harris è stata doppiata da:
- Francesca Manicone in Halloween - The Beginning, Psych, Il collezionista di occhi 2
- Monica Vulcano in L'ultimo boy scout
- Valeria De Flaviis in Free Willy - Un amico da salvare
- Laura Lenghi in Aiuto sono mia sorella
- Monica Volpe in Halloween 5 - La vendetta di Michael Myers
- Eleonora De Angelis in Daylight - Trappola nel tunnel
- Valentina Mari in Streghe
- Stella Musy in Cold Case - Delitti irrisolti
- Perla Liberatori in Halloween II
- Chiara Gioncardi in Moon dance